# ماريا جوردون
السيدة ماريا ماتيلدا جوردون (الاسم قبل الزواج: أوجيلفي) (30 أبريل 1864-24 يونيو 1939)، والمعروفة أحيانًا باسم ماي أوجيلفي جوردون أو ماي جوردون، كانت سيدة قائد برتبة الإمبراطورية البريطانية ودكتورة قانون، وهي عالمة جيولوجية وعالمة حفريات وسياسية إسكتلندية بارزة. كانت أول امرأة تحصل على دكتوراه في العلوم من جامعة لندن وأول امرأة تحصل على درجة الدكتوراه من جامعة ميونيخ، وكانت أيضًا مؤيدة وناشطة في مجال حقوق الطفل والمرأة وتمتعهم المساواة.

## النشأة والتعليم
ولدت أوجيلفي في مونيموسك في أبردينشاير في أبريل 1864، ما يجعلها الابنة الكبرى بين ثمانية أطفال (خمسة إخوة وشقيقتان، توفي أحدهم أثناء الطفولة). والدتها ماريا ماتيلدا نيكول ووالدها الكاهن ألكسندر أوجيلفي، دكتورفي القانون، وقد كانت عائلتها متعلمة وذات علاقات جيدة وصداقات في مختلف المدارس والكليات نظرًا لأن والدها أصبح مديرًا لكلية روبرت جوردونز بعد أن كان مدرسًا لمدة ثماني سنوات في المدرسة المحلية، وهكذا تلقت وإخوتها تعليمًا لائقًا. كان شقيقها الأكبر، فرانسيس جرانت أوجيلفي، أيضًا عالمًا ومديرًا لمتحف لندن للعلوم. مارست ماريا وفرانسيس في سنوات شبابهما التسلق والمشي لمسافات طويلة أثناء المكوث في مقصورتهما الصيفية في ديسايد وفي المرتفعات. اكتسبت جوردون من التجارب التي عاشتها مع شقيقها الأكبر، مواهب مهمة في الملاحظة مع فهم بديهي سريع وحماس لا ينضب للعمل الميداني، ومن هنا بدأ حبهما للجيولوجيا.
أرسلها والداها عندما كانت في سن التاسعة، إلى مدرسة داخلية تسمى كلية إدنبرة للسيدات من شركة ميرشانت كومباني. التحقت بهذه المدرسة حتى بلغت الثامنة عشرة من عمرها، وفي تلك السنوات الثماني، أصبحت قائدة الطالبات وأفضل تلميذة أكاديمية. كان حلم ماريا الأصلي قبل تحصيلها العلمي أن تصبح عازفة بيانو محترفة. واصلت مسيرتها الموسيقية بالتحاقها بالأكاديمية الملكية للموسيقى في لندن. كانت جيدة بما يكفي للعمل مع أوركسترا الأكاديميات، إلا أنها قررت المغادرة وبدأت في تعزيز معرفتها العلمية من خلال الحصول على بكالوريوس العلوم في كلية هيريوت وات. تخصصت بعد حصولها على درجتها العلمية، في الجيولوجيا وعلم النبات وعلم الحيوان في كلية لندن الجامعية عام 1890.
سافرت في عام 1891 إلى ألمانيا لمواصلة دراستها في جامعة برلين، إلا أنها رُفضت بحكم أن قبول النساء في مؤسسات التعليم العالي لم يكن متاحًا في ذلك الوقت في ألمانيا، وهذا على الرغم من الجهود التي بذلها العديد من الأصدقاء والزملاء المؤثرين، بمن فيهم الجيولوجي البارون فرديناند فون ريشتهوفن. رافقت بعد رفضها فون ريشتهوفن وزوجته إلى ميونيخ، حيث درست مع كارل فون زيتل وريتشارد فون هيرتفيغ وأجرت الأبحاث. سافرت عائلة ريتشثوفين في يوليو 1891 إلى الدولوميت لمدة خمسة أسابيع، ودعوا أوجيلفي للذهاب معهم. انبهرت جوردون بالمناظر الطبيعية عند وصولها إلى الدولوميت، ثم تعرفت على جيولوجيا جبال الألب. ركزت ماريا دراساتها على الشعاب المرجانية الحديثة في الوقت الذي زارت فيه هي وعائلة ريشتهوفن مروج ستوريس القريبة، وخططت لدراسة علم الحيوان بدلًا من الجيولوجيا. دفعها ريشتهوفن بعد مراقبة المرجان الأحفوري المحفوظ في ستوريس، إلى التركيز على الجيولوجيا ورسم الخرائط ودراسة ما ستجده في هذه المنطقة بالقرب من الدولوميت. مارست جوردون التسلق على مدار صيفين متتاليين، حتى في الأوقات الخطرة، ودرست مناطق متعددة في الدولوميت والتي تضمنت اقتراحات من ريشتهوفن مثل مناطق سانت كاسيان وكورتينا دامبيزو وشلودرباخ. بدأت جوردون بتعليم جامعي الحفريات المحليين في المنطقة أن يكونوا أكثر حذرًا عند وصف وجمع وتسجيل الحفريات التي عثروا عليها، ومن ثم بدأت تتوقع الحصول على إجابات كاملة ونهائية على الأسئلة الجيولوجية المطروحة، ولم تكن مستعدة لتأجيل التفسيرات للمستقبل.
عادت ماريا إلى موطنها بعد العديد من الرحلات العلمية في الدولوميت، إذ وقعت في الحب وتزوجت من جون جوردون في عام 1895، وقد كان أيضًا في المجال العلمي، ومارس الطب. أُعجب جون بزوجته وشجعها على مواصلة تطلعاتها في مجال الجيولوجيا- على عكس العديد من الأزواج خلال تلك الفترة- وأراد أن يكون جزءًا من الرحلة. واصل الزوجان وأطفالهما الأربعة السفر إلى الدولوميت لمساعدة ماريا على مواصلة دراستها. انتقل حبها للجيولوجيا إلى أسلوب حياة أطفالهما، إذ أطلقا على إحدى بناتهما اسم كورال (مرجان).

## السياسة
كانت نشطة في السياسة باعتبارها ليبرالية ومدافعة عن حقوق المرأة والطفل. كان جوردون جزءًا من مقال ناقش بيئات الأطفال في أوائل القرن العشرين. دعت إلى ضرورة متابعة الأطفال- وخاصة الفتيات الصغيرات- الفصول الدراسية بدلًا من تواجدهم في القوى العاملة. احتجت ماريا جوردون ضد الدولة، مؤكدة أنه لا ينبغي سحب الطلاب من المدرسة في سن مبكرة جدًا بينما أمامهم الكثير ليتعلموه. ناضلت من أجل تمديد التعليم لما بعد سن الرابعة عشرة، إذ اعتقدت جوردون أن الفتيات الصغيرات لديهن المقدرة على أن يكنّ في أماكن غير الأعمال الطوعية مثل ربات البيوت. دعت أيضًا إلى تدريس نفس المحاضرات للجميع، إذ ساد في ذلك الوقت تدريس الأولاد والبنات مناهج مختلفة بناءً على معايير المجتمع السابقة.
اختيرت في 8 فبراير 1922 كمرشحة برلمانية مرتقبة لديفيد لويد جورج الداعم لليبراليين الوطنيين في دائرة كانتربري. دُعي لإجراء انتخابات عامة في نوفمبر 1922، لكنها انسحبت في 3 نوفمبر، وبعد إعادة الاتحاد الليبرالي بين لويد جورج وهربرت أسكويث، تنافست في الانتخابات العامة عام 1923 كمرشحة ليبرالية لمقعد الاتحاديين في هاستينغز، ما دفع مرشح حزب العمال إلى المركز الثالث.
| الحزب               | الحزب               | المرشح                              | الأصوات | %    | ±% |
|                     | حزب الاتحاديين      | اللورد يوستاس ساذرلاند كامبل بيرسي  | 11,914  | 52.6 |    |
|                     | الحزب الليبرالي     | السيدة ماريا ماتيلدا أوجيلفي جوردون | 5,876   | 25.9 |    |
|                     | حزب العمال          | دبليو ريتشارد ديفيز                 | 4,859   | 21.5 |    |
| الأكثرية            | الأكثرية            | الأكثرية                            | 6,038   | 26.7 |    |
| المشاركة الانتخابية | المشاركة الانتخابية | المشاركة الانتخابية                 |         | 76.4 |    |
|                     | سيطرة الاتحاديين    | سيطرة الاتحاديين                    | متأرجحة |      |    |

كانت مناصرة لحقوق المرأة، وشغلت منصب نائبة رئيس المجلس الدولي للمرأة، والرئيسة الفخرية للجمعية الصديقة للمرأة والجمعية الوطنية للمواطنين من النساء، وكذلك رئيسة المجلس الوطني للمرأة في بريطانيا العظمى وأيرلندا. لعبت دورًا مهمًا في مفاوضات ما بعد الحرب العالمية الأولى في مجلس تمثيل المرأة في عصبة الأمم.